# Alexandreio Melathron

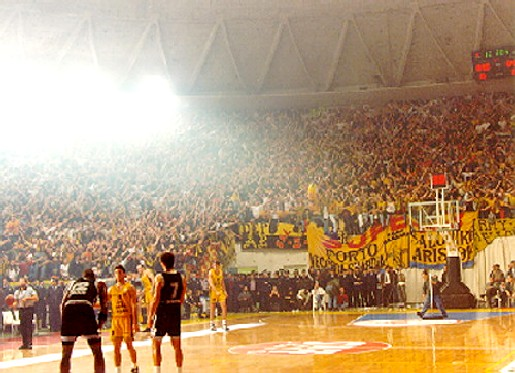
Tifosi dell'Aris BC all'interno dell'Alexandreio.

L'Alexandreio Melathron, chiamato anche Palais des Sports, è un palazzetto dello sport di Salonicco. Si trova nell'area dell'esposizione internazionale della città. È dedicato ad Alessandro Magno.
Costruito nel 1967 e aperto nel 1968, ha una capacità di circa 5.138 spettatori. È il campo in cui giocano le squadre di pallacanestro dell'Aris Basketball Club e di pallavolo dell'Aris Volley Club. Vi giocava in passato anche il PAOK Basketball Club. Tra gli altri sport che si praticano all'Alexandreio, i principali sono la pallamano e la ginnastica. Ha ospitato anche vari eventi cittadini. Possiede anche alcuni negozi e un bar, ritrovo dei tifosi dell'Aris.